# Casasana
Casasana es una pedanía del municipio español de Pareja, en la provincia de Guadalajara.

## Descripción
La localidad en la actualidad forma parte del término municipal guadalajareño de Pareja, en la comunidad autónoma de Castilla-La Mancha. Se encuentra a 4 kilómetros de la capital municipal, en un valle que desagua en el río Tajo. Las fiestas son el tercer fin de semana de agosto.
Antiguo municipio, hacia 1847 su población ascendía a 294 habitantes. En 2017 contaba con 28 habitantes. Casasana aparece descrita en el sexto volumen del Diccionario geográfico-estadístico-histórico de España y sus posesiones de Ultramar de Pascual Madoz de la siguiente manera:

CASASANA: v. con ayunt. en la prov. de Guadalajara(9 leg.), part. jud. de Sacedon (2), aud. terr. de Madrid (18), c. g. de Castilla la Nueva, dióc. de Cuenca (11): sit. en la falda meridional de un cerro combatido del viento O., con clima sano, las enfermedades mas comunes son, afecciones pulmonares: tiene 112 casas, la de ayunt. que sirve también de cárcel; escuela de instrucción primaria concurrida por 49 alumnos de ambos sexos, á cargo de un maestro que percibe 1,700 rs. con la retribución de los discípulos; una fuente de buenas aguas; un cast. arruinado, y una igl. parr. (San Marcos Evangelista) servida por un párroco de entrada, que tiene por anejo la ermita de Ntra. Sra. de la Fuensanta en Millana; estramuros de la pobl. se encuentra otra fuente de regulares aguas. Confina el térm. N. Torontelas y Pareja; E. Millana; S. Corcoles á 1 leg. en las tres direcciones, y O. Tabladillo á (1/2): dentro de esta circunferencia se hallan varios manantiales, y el desp. de Valdeloso: el terreno es escabroso y de ínfima calidad: caminos los que se dirigen á los pueblos limítrofes. correo: se recibe y despacha los domingos en la estafeta de Alcocer por medio de un baligero. prod.: trigo comun, cebada, avena; judias, alazor, aceite, vino, zumaque, garbanzos, patatas, cáñamo, almortas y nueces; cría ganado mular, vacuno, cabrío y lanar siendo el mas preferido el primero; hay caza de perdices, liebres y conejos. ind.: 15 telares de lienzos ordinarios y un molino aceitero. comercio: venta de frutos sobrantes é importación de los art. que faltan. pobl.: 123 vec., 294 alm. cap. prod. 1.819,335 rs. imp. 100,000 rs. contr. 7,892 rs. presupuesto municipal: 500 rs. se cubre con parte de los productos de puestos públicos y reparto vecinal.
(Madoz, 1847, p. 29)

El 12 de junio de 1946 pasó por Casasana el escritor Camilo José Cela, que describió su viaje al pueblo en su obra Viaje a la Alcarria.

## Demografía
| Gráfica de evolución demográfica de Casasana entre 1842 y 1970 |
| |
| Población de derecho según los censos de población del INE Población de hecho según los censos de población del INEEntre el censo de 1981 y el anterior, este municipio desaparece porque se integra en el municipio Pareja |